# Rukometna reprezentacija Obale Bjelokosti
Rukometna reprezentacija Obale Bjelokosti (Côte d'Ivoire) predstavlja državu Obalu Bjelokosti u rukometu.
Krovna organizacija:

## Nastupi naAP
- prvaci:
- doprvaci: 1981.
- treći: